# Zollino
Zollino község (comune) Olaszország Puglia régiójában, Lecce megyében.

## Fekvése
Lecce városától délkeletre, a Salentói-félsziget déli részén fekszik.

## Története
A település alapításának ideje bizonytalan. Egyes kutatók szerint a japigok alapították az ókorban, míg mások szerint a közeli Soleto lakosai alapították a kora középkorban. A vidéket azonban már jóval korábban lakták, erre utalnak az itt feltárt dolmenek. 1806-ig nemesi birtok volt, majd önálló község. 

## Népessége
A népesség számának alakulása:

## Főbb látnivalói
- S.S. Pietro e Paolo Apostoli-templom - eredete a 6. századra nyúlik vissza, a 17. században azonban barokkosították.